# Можарский
Можарский — посёлок в Козульском районе Красноярского края России. Входит в состав Лазурненского сельсовета. Находится восточнее реки Кемчуг, примерно в 14 км к востоку-северо-востоку (ENE) от районного центра, посёлка Козулька, на высоте 370 метров над уровнем моря.

## Население
| 2010 |
| ---- |
| 149  |

По данным Всероссийской переписи, в 2010 году численность населения посёлка составляла 149 человек (66 мужчин и 83 женщины).

## Транспорт
Через посёлок проходит автотрасса федерального значения М53 «Байкал».